# República Popular China en los Juegos Olímpicos de Atenas 2004
La República Popular China estuvo representada en los Juegos Olímpicos de Atenas 2004 por un total de 384 deportistas, 136 hombres y 248 mujeres, que compitieron en 31 deportes.
El portador de la bandera en la ceremonia de apertura fue el jugador de baloncesto Yao Ming.

## Medallistas
El equipo olímpico chino obtuvo las siguientes medallas:
| Nombre                                           | Deporte           | Competición                     |
| ------------------------------------------------ | ----------------- | ------------------------------- |
| Oro                                              |                   |                                 |
| Xing Huina                                       | Atletismo         | 10.000 m F                      |
| Liu Xiang                                        | Atletismo         | 110 m vallas M                  |
| Zhang Ning                                       | Bádminton         | Individual F                    |
| Yang Wei Zhang Jiewen                            | Bádminton         | Dobles F                        |
| Gao Ling Zhang Jun                               | Bádminton         | Dobles mixto                    |
| Teng Haibin                                      | Gimnasia          | Caballo con arcos M             |
| Chen Yanqing                                     | Halterofilia      | 58 kg F                         |
| Liu Chunhong                                     | Halterofilia      | 69 kg F                         |
| Tang Gonghong                                    | Halterofilia      | +75 kg F                        |
| Shi Zhiyong                                      | Halterofilia      | 62 kg M                         |
| Zhang Guozheng                                   | Halterofilia      | 69 kg M                         |
| Wang Xu                                          | Lucha libre       | 72 kg F                         |
| Xian Dongmei                                     | Judo              | –52 kg F                        |
| Luo Xuejuan                                      | Natación          | 100 m braza F                   |
| Meng Guanliang Yang Wenjun                       | Piragüismo        | C2 500 m M                      |
| Guo Jingjing Wu Minxia                           | Saltos            | Trampolín 3 m sincronizado F    |
| Lao Lishi Li Ting                                | Saltos            | Plataforma 10 m sincronizada F  |
| Guo Jingjing                                     | Saltos            | Trampolín 3 m F                 |
| Peng Bo                                          | Saltos            | Trampolín 3 m M                 |
| Hu Jia                                           | Saltos            | Plataforma 10 m M               |
| Tian Liang Yang Jinghui                          | Saltos            | Plataforma 10 m sincronizada M  |
| Luo Wei                                          | Taekwondo         | –67 kg F                        |
| Chen Zhong                                       | Taekwondo         | +67 kg F                        |
| Li Ting Sun Tiantian                             | Tenis             | Dobles F                        |
| Zhang Yining                                     | Tenis de mesa     | Individual F                    |
| Wang Nan Zhang Yining                            | Tenis de mesa     | Dobles F                        |
| Chen Qi Ma Lin                                   | Tenis de mesa     | Dobles M                        |
| Du Li                                            | Tiro              | Rifle de aire 10 m F            |
| Wang Yifu                                        | Tiro              | Pistola de aire 10 m M          |
| Zhu Qinan                                        | Tiro              | Rifle de aire 10 m M            |
| Jia Zhanbo                                       | Tiro              | Rifle en tres posiciones 50 m M |
| Equipo                                           | Voleibol          | Torneo F                        |
| Plata                                            |                   |                                 |
| Gao Ling Huang Sui                               | Bádminton         | Dobles F                        |
| Jiang Yonghua                                    | Ciclismo en pista | Contrarreloj F                  |
| Tan Xue                                          | Esgrima           | Sable ind. F                    |
| Wang Lei                                         | Esgrima           | Espada ind. M                   |
| Dong Zhaozhi Wang Haibin Wu Hanxiong Ye Chong    | Esgrima           | Florete por eqs. M              |
| Li Zhuo                                          | Halterofilia      | 48 kg F                         |
| Wu Meijin                                        | Halterofilia      | 56 kg M                         |
| Le Maosheng                                      | Halterofilia      | 62 kg M                         |
| Liu Xia                                          | Judo              | –78 kg F                        |
| Li Ji Pang Jiaying Xu Yanwei Yang Yu Zhu Yingwen | Natación          | 4 × 200 m libre F               |
| Lao Lishi                                        | Saltos            | Plataforma 10 m F               |
| Wu Minxia                                        | Saltos            | Trampolín 3 m F                 |
| Wang Hao                                         | Tenis de mesa     | Individual M                    |
| Wei Ning                                         | Tiro              | Skeet F                         |
| Li Jie                                           | Tiro              | Rifle de aire 10 m M            |
| He Ying Lin Sang Zhang Juanjuan                  | Tiro con arco     | Equipo F                        |
| Yin Jian                                         | Vela              | Mistral F                       |
| Bronce                                           |                   |                                 |
| Zhou Mi                                          | Bádminton         | Individual F                    |
| Zou Shiming                                      | Boxeo             | –48 kg M                        |
| Zhang Nan                                        | Gimnasia          | Concurso completo ind. F        |
| Huang Shanshan                                   | Gimnasia          | Trampolín F                     |
| Li Xiaopeng                                      | Gimnasia          | Paralelas M                     |
| Gao Feng                                         | Judo              | –48 kg F                        |
| Qin Dongya                                       | Judo              | –70 kg F                        |
| Sun Fuming                                       | Judo              | +78 kgF                         |
| Tian Liang                                       | Saltos            | Plataforma 10 m M               |
| Wang Liqin                                       | Tenis de mesa     | Individual M                    |
| Niu Jianfeng Guo Yue                             | Tenis de mesa     | Dobles F                        |
| Gao E                                            | Tiro              | Doble foso F                    |
| Wang Chengyi                                     | Tiro              | Rifle en tres posiciones 50 m F |
| Wang Zheng                                       | Tiro              | Doble foso M                    |